# Park Shin-hye
Park Shin-hye (hangul: 박신혜, Paju, 18 de fevereiro de 1990) é uma atriz sul-coreana, mais conhecida por interpretar Go Mi-nam / Go Mi-nyu na série coreana You're Beautiful.

## Biografia
Park nasceu em Paju, Gyeonggi. Ela tem um irmão mais velho, chamado Park Shin-won.
Quando estava na sexta série na Escola Elementar Hak-Kang, fez o teste para protagonizar o videoclipe da música "Got Flower" do cantor Lee Seung-hwan. Ela passou no teste e foi contratada por sua agência, a Dream Factory, onde começou a ter aulas de canto, atuação, além de guitarra e teclado. Atualmente, é afiliada a empresa S.A.L.T Entertainment.
É estudante de artes cênicas na Universidade Chung-Ang desde 2008,teve que interromper o curso diversas vezes, por causa do seu trabalho como atriz.

## Carreira
Park iniciou sua carreira de atriz em 2003, ao interpretar a versão jovem da personagem Han Jung-suh no drama coreano Stairway to Heaven. Mais tarde, estrelou o drama Tree of Heaven. Nela, Park conseguiu ganhar popularidade e creditabilidade, principalmente porque o drama também foi exibido no Japão, tornando-a conhecida no exterior. Nessa época, lançou um single digital, "Prayer", uma música que cantou em Tree of Heaven e que não foi inserida em sua trilha sonora.
Em janeiro de 2007, foi escalada para o elenco de Goong S. No mesmo ano, protagonizou o filme Evil Twin. Em 2009, atuou em You're Beautiful. Para a trilha sonora da série, cantou "Lovely Day" e "Without Words". No ano seguinte, estrelou o filme Cyrano Agency. Em 2011, protagonizou o drama Heartstrings.
Em 2012, juntou-se ao elenco do mini-drama Don’t Worry, I’m a Ghost e ganhou o prêmio de Melhor Atriz em um Especial no KBS Drama Awards. No mesmo ano, foi anunciado que Park estrelaria a série Flower Boys Next Door.
Em 2013, para celebrar o seu 10º aniversário como atriz, Park fez uma turnê intitulada 2013 Park Shin Hye Asia Tour: Kiss Of Angel e performou em quatro países da Ásia, sendo a primeira atriz a fazer isso. No mesmo ano, atuou em Miracle in Cell No. 7 e participou de um videoclipe do cantor So Ji-sub. Além disso, fez uma aparição especial no drama Fabulous Boys. Mais tarde, entrou para o elenco de The Heirs e conquistou o prêmio de Atriz Estrangeira Mais Popular no Chinese Anhui TV Drama Awards com esse trabalho.
Em 2014, Park é a primeira atriz feminina coreana que possui mais de cinco milhões de seguidores no Weibo. Em 1 de abril, lançou o single digital "Arm Pillow". Atualmente, está filmando Doctors. Em maio, começou a sua turnê mundial, intitulada Park Shin-hye World Tour: Story Of An Angel. Em 10 de junho, lançou o videoclipe de "My Dear", uma canção composta por seu irmão, Park Shin-won, e escrita por ela mesma. Em 3 de setembro, foi confirmada no drama Pinocchio.

## Filantropia
Em 2009, Park visitou a pequena aldeia Tepatali em Nepal, para compartilhar o espírito de natal com aqueles que precisam. Ela levou doces, lápis e cadernos para as crianças, entre outros presentes. Park fez questão de visitar uma família que era cuidada por um garoto de 12 e conseguiu arrecadar fundos para construírem um quebra-vento no local. Além disso, vestiu-se de Papai Noel e, junto com as crianças, montaram uma árvore de natal. Ela também visitou uma pedreira, onde havia crianças que trabalhavam dia e noite ali, tendo isso como sua única fonte de renda.
Em 18 de fevereiro de 2010, no seu aniversário de 20 anos, Park e sua mãe participaram de um trabalho voluntário para arrecadar alimentos para os necessitados. Ela repetiu essa ação no ano seguinte. Em 2012, o encontro de fãs foi chamado de "Aniversário de Anjo" e Park doou parte do lucro do concerto para a caridade. Em 2014, todo o lucro do evento foi doado a entidades.
Em novembro de 2010, Park se juntou com a Etude House Taiwan para arrecadar fundos de caridade para a Red Heart Association Taiwan. Depois do drama Flower Boys Next Door, ela foi vista distribuindo alimentos para os necessitados em um evento realizado pela Babffor Organization em Seoul Dongdaemun.
Em fevereiro de 2011, Park participou da vitrine de caridade chamada "Live with a Kind Heart Season 2" realizada por Lee Seung-hwan no estádio AX-Korea. O objetivo era arrecadar fundos para a Fundação da Criança com Leucemia, bem como para várias outras instituições. Em setembro do mesmo ano, foi para Ghana como embaixadora da Korea Food for the Hungry International (KFHI), onde conheceu uma criança orfã chamada Abanne. Ela patrocina e cuida de Abanne como seu filho. Ela também criou o Centro de Shinhye em Ghana, o qual inclui biblioteca e um salão audiovisual.
Em 16 de julho de 2012, foi realizado um encontro de fãs de Park e Jung Yong-hwa no Tokyo International Forum Hall A. O evento reuniu 10 mil pessoas e parte do lucro foi doado para a caridade. Em 21 de agosto, Park, junto com Jung Yong-hwa e Lee Hong-ki, participaram do evento organizado pela Good Friends Save Children (GFSC) chamado "Esperanças, Sonhos, Jornada Feliz para a Coreia" em Insadong, Jongno-gu Seoul, para incentivar vítimas afetadas pelo terremoto de Tōhoku  que ocorreu em março do ano passado.
Em 2013, durante a sua turnê Park Shin Hye Asia Tour: Kiss Of Angel, além de realizar encontros com a imprensa e os fãs locais, ela doou alguns de seus objetos pessoais para um leilão de caridade, para ajudar o Instituto Nacional do Câncer. Enquanto gravava The Heirs, Park realizou eventos para ajudar pessoas necessitadas junto com a sua equipe e depois de terminar o último episódio da série, ela e Lee Min-ho participaram de um bazar de caridade, doando alguns de seus itens pessoais.

## Filmografia
Dramas
| Ano     | Título                               | Papel                            | Emissora   |
| ------- | ------------------------------------ | -------------------------------- | ---------- |
| 2003    | Stairway to Heaven                   | Han Jung-suh (jovem)             | SBS        |
| 2004    | If Wait for the Next Train Again     | Yeong Ran Ui                     | KBS        |
| 2004    | Very Merry Christmas                 | Si-eun                           | MBC        |
| 2004    | Not Alone                            | Filha do editor                  | SBS        |
| 2005    | Cute or Crazy                        | Ela mesma                        | SBS        |
| 2005    | One Fine Day                         | Hee Kyeong                       | MBC        |
| 2006    | Seoul 1945                           | Choi Geum-hee                    | KBS1       |
| 2006    | Tree of Heaven                       | Hana                             | SBS        |
| 2006    | Loving Sue                           |                                  |            |
| 2006    | Bicheonmu                            | A Li Shui (Arisu)                | SBS        |
| 2007    | Goong S                              | Shin Sae-ryung                   | MBC        |
| 2007    | Several Questions That Make Us Happy | Hyun-ji                          | KBS2       |
| 2007    | Kimcheed Radish Cubes                | Jang Sa-ya                       | MBC        |
| 2009    | You're Beautiful                     | Go Mi-nam/Go Mi-nyu              | SBS        |
| 2010    | My Girlfriend Is a Nine-Tailed Fox   | Go Mi-nyu                        | SBS        |
| 2010    | High Kick Through the Roof           | Hae-ri do futuro                 | MBC        |
| 2011    | Heartstrings                         | Lee Gyu-won                      | MBC        |
| 2011    | Hayate the Combat Butler             | Xiao Zhi / Sanqianyuan Zhi       | FTV        |
| 2012    | Don't Worry, I'm a Ghost             | Yeon-hwa                         | KBS2       |
| 2012    | The King of Dramas                   | Protagonista de Graceful Revenge | SBS        |
| 2013    | Flower Boys Next Door                | Go Dok-mi                        | tvN        |
| 2013    | Fabulous Boys                        | Garota coreana                   | FTV / GTV  |
| 2013    | The Heirs                            | Cha Eun-sang                     | SBS        |
| 2014–15 | Pinocchio                            | Choi In ha                       | SBS        |
| 2016    | Entertainer                          | Assistente Manager Park          | SBS        |
| 2016    | Gogh, The Starry Night               | Caixa da loja de conveniência    | Sohu / SBS |
| 2016    | The Doctors                          | Dr. Yoo Hye-jung                 | SBS        |
| 2018-19 | Memories of the Alhambra             | Jung Hee-joo / Emma              | tvN        |
| 2021    | Sisyphus: The Myth                   | Kang Seo-hae                     | JTBC       |
| 2024    | Doctor Slump                         | Nam Ha-neul                      | JTBC       |

Filmes
| Ano  | Título                     | Papel           |
| ---- | -------------------------- | --------------- |
| 2006 | Love Phobia                | Byeon-ja        |
| 2007 | Evil Twin                  | So-yeon/Hyo-jin |
| 2010 | Cyrano Agency              | Min-yeong       |
| 2010 | Green Days                 | Yi-rang (voz)   |
| 2012 | Waiting for Jang Joon-hwan |                 |
| 2013 | Miracle in Cell No. 7      | Ye-seung        |
| 2013 | One Perfect Day            | Eun-hee         |
| 2014 | The Royal Tailor           | Queen           |
| 2015 | The Beauty Inside          | Woo-jin         |
| 2016 | My Annoying Brother        | Lee Soo-hyun    |
| 2017 | Heart Blackened            | Choi Hee-jung   |
| 2020 | #Alive                     | Kim Yoo-bin     |
| 2020 | The Call                   | Kim Seo-yeon    |

| Ano  | Título                    | Notas                                               |
| ---- | ------------------------- | --------------------------------------------------- |
| 2004 | The Music Trend           | com Lee Seung-gi                                    |
| 2009 | Melon Music Awards        | com Jang Keun-suk                                   |
| 2009 | SBS Gayo Daejeon          | com Jung Yong-hwa e Kim Hee-chul                    |
| 2010 | Seoul Cultural Art Awards |                                                     |
| 2011 | Hallyu Dream Concert      | com Taecyeon da 2PM e Minho da Shinee               |
| 2011 | Melon Music Awards        | com Leeteuk da Super Junior e Yoon Doo-joon da B2ST |
| 2012 | Kpop Collection Okinawa   | com Lee Seung-gi                                    |

| Ano  | Título                 | Artista           |
| ---- | ---------------------- | ----------------- |
| 2001 | "Do You Love?"         | Lee Seung-hwan    |
| 2003 | "Got Flower"           | Lee Seung-hwan    |
| 2004 | "I Ask Myself"         | Lee Seung-hwan    |
| 2004 | "Fake Love Song"       | Fortune Cookie    |
| 2006 | "Letter"               | Kim Jong-kook     |
| 2008 | "Saechimtteki"         | 45RPM             |
| 2009 | "Call Me"              | Taegoon           |
| 2009 | "Super Star"           | Taegoon           |
| 2012 | "Alone in Love"        | Lee Seung-gi      |
| 2012 | "Aren’t We Friends"    | Lee Seung-gi      |
| 2013 | "Eraser"               | So Ji-sub         |
| 2014 | "My Dear"              | Dela mesma        |
| 2014 | "You are so beautiful" | Diversos artistas |

| Ano  | Título                      | Aparição          | Notas                                               |
| ---- | --------------------------- | ----------------- | --------------------------------------------------- |
| 2004 | Nonstop 4                   | Convidada         | episódio 73                                         |
| 2007 | Fantastic Partner           | MC                |                                                     |
| 2007 | Happy Sunday                | Convidada         | episódio 2                                          |
| 2007 | Happy Together              | Convidada         |                                                     |
| 2007 | Horror Mission              | Convidada         | com Tak Jae-hoon                                    |
| 2009 | Love Request                | Aparição especial | episódio 582                                        |
| 2010 | Sunday Sunday Night - Danbi | Convidada         | episódio 11                                         |
| 2010 | Happy Together              | Convidada         | episódio 163 (com Lee Min-jung)                     |
| 2011 | Win Win                     | Convidada         | episódio 13 (com Joo Sang-wook)                     |
| 2011 | Day Day Up                  | Convidada         | na China                                            |
| 2012 | Music and Lyrics            | Convidada         | episódios 1-3 (com Yoon Gun)                        |
| 2012 | Running Man                 | Convidada         | episódios 120-121 (com Lee Seung-gi)                |
| 2012 | Strong Heart                | Convidada         | episódios 159-160 (com Yoon Shi-yoon e Kim Ji-hoon) |
| 2012 | TAXI show                   | Convidada         | episódio 270 (com Yoon Shi-yoon)                    |
| 2013 | Running Man                 | Convidada         | episódio 166 (com Kim Woo-bin e Choi Jin-hyuk)      |
| 2013 | Top Gear Korea 4            | Convidada         | episódio 10                                         |
| 2014 | 2 Days & 1 Night            | Convidada         | episódio 34                                         |
| 2014 | Infinite Challenge          | Convidada         | episódios 374 e 383                                 |
| 2014 | Bring You To The Stars      | Convidada         | na China                                            |

| Ano  | Título                                                   | Notas             |
| ---- | -------------------------------------------------------- | ----------------- |
| 2009 | It City Park Shin Hye in New Caledonia: Take It Paradise |                   |
| 2011 | STOP HUNGER                                              | em Gana           |
| 2012 | It City Park Shin Hye Healing Trip to Hong Kong          |                   |
| 2013 | Photo Camping Log                                        | com Park Se-young |

## Discografia

### Singles
| Ano  | Título                             | Notas                        |
| ---- | ---------------------------------- | ---------------------------- |
| 2007 | "Jingle Ha-Day"                    | com Lee Seung-hwan           |
| 2013 | "Break Up For You, Not Yet For Me" | Remake da banda Standing Egg |
| 2014 | "Arm Pillow"                       | Single digital               |
| 2014 | "My Dear"                          | com Yong Jun-hyung (B2ST)    |

### Trilha sonora
| Ano  | Título                    | Trilha sonora         | Notas                                    |
| ---- | ------------------------- | --------------------- | ---------------------------------------- |
| 2006 | "Love Rain"               | Tree of Heaven        |                                          |
| 2009 | "Lovely Day"              | You're Beautiful      |                                          |
| 2009 | "Without a Word"          | You're Beautiful      |                                          |
| 2010 | "It Was You"              | Cyrano Agency         | com Lee Min-jung                         |
| 2011 | "The Day We Fall In Love" | Heartstrings          |                                          |
| 2011 | "I Will Forget You"       | Heartstrings          | Cover da canção do mesmo nome da CN Blue |
| 2012 | "I Think of You"          | Music and Lyrics      | com Yoon Gun                             |
| 2013 | "Pitch Black"             | Flower Boys Next Door |                                          |
| 2013 | "Story"                   | The Heirs             |                                          |
| 2014 | "Love is Like Snow"       | Pinocchio             |                                          |
| 2014 | "Dreaming a Dream"        | Pinocchio             |                                          |

## Publicidade
| Ano       | Campanha                   | Notas                           |
| --------- | -------------------------- | ------------------------------- |
| 2004      | Ssamzie Sports             |                                 |
| 2004      | Sugaray                    |                                 |
| 2004      | LG Telecom Aladidn         |                                 |
| 2004      | Pocari Sweat               |                                 |
| 2004      | McDonalds (na China)       |                                 |
| 2005      | Case                       |                                 |
| 2006      | KTF Bigi                   | com Kim Bum e Park Myung-soo    |
| 2006–2007 | Clride                     | com Ju Ji-hoon                  |
| 2007      | Nike                       |                                 |
| 2007      | KTF                        |                                 |
| 2007–2008 | Nong Shim Noddles          | com Kim Dong-wook               |
| 2008      | Happy Point Card           |                                 |
| 2008      | G-Market Star-shop         |                                 |
| 2009      | Olive / Fuji Camera        |                                 |
| 2009      | Vips                       |                                 |
| 2009      | Lous Quatorze Candy Bag    |                                 |
| 2009      | Coca - Cola Dynamic Kin    | com Kim Hyun-joong              |
| 2009–2010 | Etude House                | com Jang Keun-suk e Lee Min-ho  |
| 2010      | Garden 5                   | com Jang Keun-suk               |
| 2011      | MAC F/W                    |                                 |
| 2011      | Codes Combine              | com Jang Keun-suk               |
| 2011      | Pepero                     |                                 |
| 2012      | Dr. G Cosmetics (no Japão) |                                 |
| 2012      | Vivienne Westwood Orbit    |                                 |
| 2013      | Kolon Sports               | com Yoon Kye-sang               |
| 2013      | Henus Edwin S.S            |                                 |
| 2013      | Fuji Instax Polaroid       | com Park Se-young               |
| 2013      | Market O Chocolate         | com Yoon Shi-yoon e Kim Ji-hoon |
| 2013      | SONOVI S/S                 |                                 |
| 2013      | Job Sarangbang             |                                 |
| 2013–2014 | Vegemil                    |                                 |
| 2013–2014 | Holika - Holika            | com Jung Il-woo                 |
| 2013–2014 | KEducar Life Insurance     |                                 |
| 2013–2014 | Enprani Cosmetics          |                                 |
| 2013–2014 | Jambangee Jeans            | com Lee Jong-suk e Ahn Jae-hyun |
| 2014      | Bruno Magli                |                                 |
| 2014      | Tong Yi (na China)         | com Jang Keun-suk               |
| 2014      | Mamonde (na China)         | com Go Kyung-pyo                |
| 2014      | Lotte Duty Free            | com Jang Keun-suk e Lee Min-ho  |
| 2014      | Median Dental Care         | com Yoo Yeon-seok               |
| 2014      | Millet                     | com T.O.P (BIGBANG)             |
| 2014      | Yogiyo                     |                                 |
| 2014      | Orion Goute (em Vietnã)    |                                 |
| 2014      | Agatha Paris               |                                 |